# Деліджан (шагрестан)
Деліджан (перс. دليجان) — шагрестан в Ірані, в остані Марказі. За даними перепису 2006 року, його населення становило 43388 осіб, які проживали у складі 12578 сімей.

## Бахші
До складу шагрестану входить єдиний бахш — Центральний.